# Вишинське сільське поселення
Ви́шинське сільське поселення (рос. Вышинское сельское поселение) — муніципальне утворення у складі Зубово-Полянського району Мордовії, Росія. Адміністративний центр — село Виша.
Станом на 2002 рік існували Вишинська сільська рада (село Виша, селище Удево), Ізвестковська сільська рада (селище Ізвесть) та Свіженська сільська рада (селища Навля, Свіженька).
17 травня 2018 року ліквідовані Ізвестковське сільське поселення (селище Ізвесть) та Свіженське сільське поселення (селище Свіженька) були приєднані до складу Вишинського сільського поселення.

## Населення
Населення — 768 осіб (2019, 1040 у 2010, 1405 у 2002).

## Склад
До складу поселення входять такі населені пункти:
| Населений пункт   | Населення, осіб (2002) | Населення, осіб (2010) |
| ----------------- | ---------------------- | ---------------------- |
| Виша, село        | 768                    | 614                    |
| Ізвесть, селище   | 297                    | 202                    |
| Навля, селище     | 0                      | -                      |
| Свіженька, селище | 292                    | 201                    |
| Удево, селище     | 48                     | 23                     |